# Лахміди
Лахмі́ди (араб. اللخميون), бану Лахм (араб. بنو لخم) — арабська царська династія, що правила приблизно у 300-602 роках у північно-східній частині Аравії. Столицею держави було місто Аль-Хіра у нижній течії Євфрату (нині територія Іраку). За припущеннями істориків Лахміди мали єменське коріння та проживали на берегах Євфрату від II століття.

## Історія
Лахмідська держава виконувала роль своєрідного буферу між Візантією та Сасанідським Іраном. Упродовж свого правління Лахміди були васалами Сасанідів. Останні підтримували Лахмідів своїми арсеналами в Укбарі й Анбарі. Зокрема, Лахміди отримували від Сасанідів чудові шкіряні намети, які на відміну від повстяних юрт вважались престижною річчю.
Армія Лахмідів копіювала організацію армії Сасанідів. Цар покладався на загін найманців, з яких також формувалась гвардія, куди набирали найзатятіших головорізів. Гарнізон столиці називався давсар чи шахба. Щороку в розпорядження Лахмідів іранці надавали 1000 вершників. Зрештою, в складі армії був загін з 500 вояків, що складався з узятих серед сусідів заручників. Загони очолювали командири (ардаф), які були близькими родичами царя. Допоміжні загони з дружніх племен залучались тільки до великих кампаній. Основні сили лахмідської армії складала кіннота.
502 року цар Кіндідів Харіса захопив аль-Хіру, втім невдовзі, отримавши допомогу від перського шаха, Лахміди вигнали Кіндідів зі своєї столиці. А 528 року цар Мунзір III завдав Кіндідам нищівної поразки. У період між 540 і 547 роками царство Кінда було остаточно знищено Лахмідами.
Однак невдовзі на заміну Кіндідам візантійці мобілізували арабське плем'я Гассанідів. 578 року останні здійснили набіг і розграбували столицю Лахмідів. Втім через суперечки з Візантією Гассаніди невдовзі втратили владу, а їхнього правителя було заслано.
602 року перси повалили династію Лахмідів, а 611 — остаточно ліквідували царство.

## Правителі Лахмідського царства
1. Амр I ібн Аді
2. Імру аль-Кайс I
3. Аль-Харіс
4. Амр II ібн Імру-ль-Кайс
5. Аус ібн Каллам[5]
6. 380—405 — Імру аль-Кайс II ібн Амр
7. 405—433 — Ан-Нуман I ібн Імру аль-Кайс
8. 433—473 — Аль-Мундір I ібн ан-Нуман
9. 473—494 — Аль-Асуад ібн аль-Мунзір
10. 494—500 — Аль-Мунзір ібн аль-Мунзір
11. 500—503 — Ан-Нуман ібн аль-Асуад
12. 503—505 — Абу Йафур[5]
13. 505—513 — Імру-ль-Кайс III ібн ан-Нуман[6]
14. 513—554 — Аль-Мунзір III ібн Імру-ль-Кайс
15. 554—569 — Амр ібн аль-Мунзір
16. 569—574 — Кабус ібн аль-Мунзір
17. 574—578 — Аль-Мунзір ібн аль-Мунзір
18. 580—602 — ан-Нуман ібн аль-Мунзір